# Petkes József
Petkes József (Tasnád, 1928. február 4. – Létavértes, 2016. április 20.) erdélyi magyar néprajzkutató, festőművész.

## Életútja
Kolozsvárt végezte a művészeti középiskolát és a Ion Andreescu Képzőművészeti Főiskolát (1954), Mohy Sándor, Zsögödi Nagy Imre tanítványa. Rajztanár Szucsáván és Moldvahosszúmező katonai líceumában (1954–58), majd szülőhelyén, Tasnádon (1958–63), Szatmárnémetiben (1963–68); megyei szakfelügyelő (1968–77), majd újra tanított a Történelem-Filológia Líceumban, egészen 1986-ig, amikor sorozatos hatósági zaklatások miatt kénytelen tárgyi néprajzi gyűjtőmunkáját abbahagyni. Ekkor települt át Magyarországra; Oroson, Nyíregyháza mellett telepedett le és a Sóstói Múzeumfaluban lett muzeológus. A berekfürdői Művésztelep vezetője is volt.

## Munkássága
A vámfalvi kerámia című első írása az Igaz Szóban jelent meg (1970/12), ettől kezdve kötelezte el magát a tájképfestés mellett a népművészet kutatásának is. „Fáradhatatlanul járta Szatmár, az Érmellék, a Szilágyság, a Gyergyói-medence és Háromszék falvait, s mentette a vidék tárgyi emlékeit, népművészetének rajzokba örökíthető maradványait” – írta róla Gyöngyösi Gábor, a Korunk Galériában 1980 februárjában rendezett bemutatkozása kapcsán. Kutatásairól több mint félszáz cikkben számolt be a Szatmári Hírlap, a Falvak Dolgozó Népe és a Művelődés hasábjain. A Művelődés közölte Ombodi rajzok (1978/10), Szatmári citerák (1978/12), Kútágasokon csillagminták (1980/1), Nyárádselyei kiskapuk (1981/6) című írásait. Akvarelljeit 1957-től nemcsak Romániában és Magyarországon állította ki, hanem Hollandiában, Németországban, Lengyelországban, Ausztriában, Svájcban, Svédországban és a Szovjetunióban is.
Társszerzője (Bura Lászlóval és Fejér Kálmánnal) a Szatmár vidéki néphagyományok (Szatmár 1979) című kiadványnak.